# ثرمية ثنائية الأوراق
ثُرْبِيَّة ثنائية الأوراق هو نبات عشبي في فصيلة الخشخاشية. موطنها الأصلي أمريكا الشمالية ، حيث توجد في شرق الولايات المتحدة وأُنْتَرْيُو . موطنها الطبيعي النموذجي هو الغابات الرطبة فوق الصخور الجيرية، خاصة في الوديان.  ساقها تعلو من 15 إلى 30 سم. أراقها قريبة الشبه بأوراق عروق الصباغين وهما اثنتان لاغير. أزهارها هامية الارتكاز قليلة العدد من 2 إلى 4 صفراء اللون مستطيلة الأهن. تنويرها يستمر نحو 15 يوماً.

## معرِض الصور

Life stages
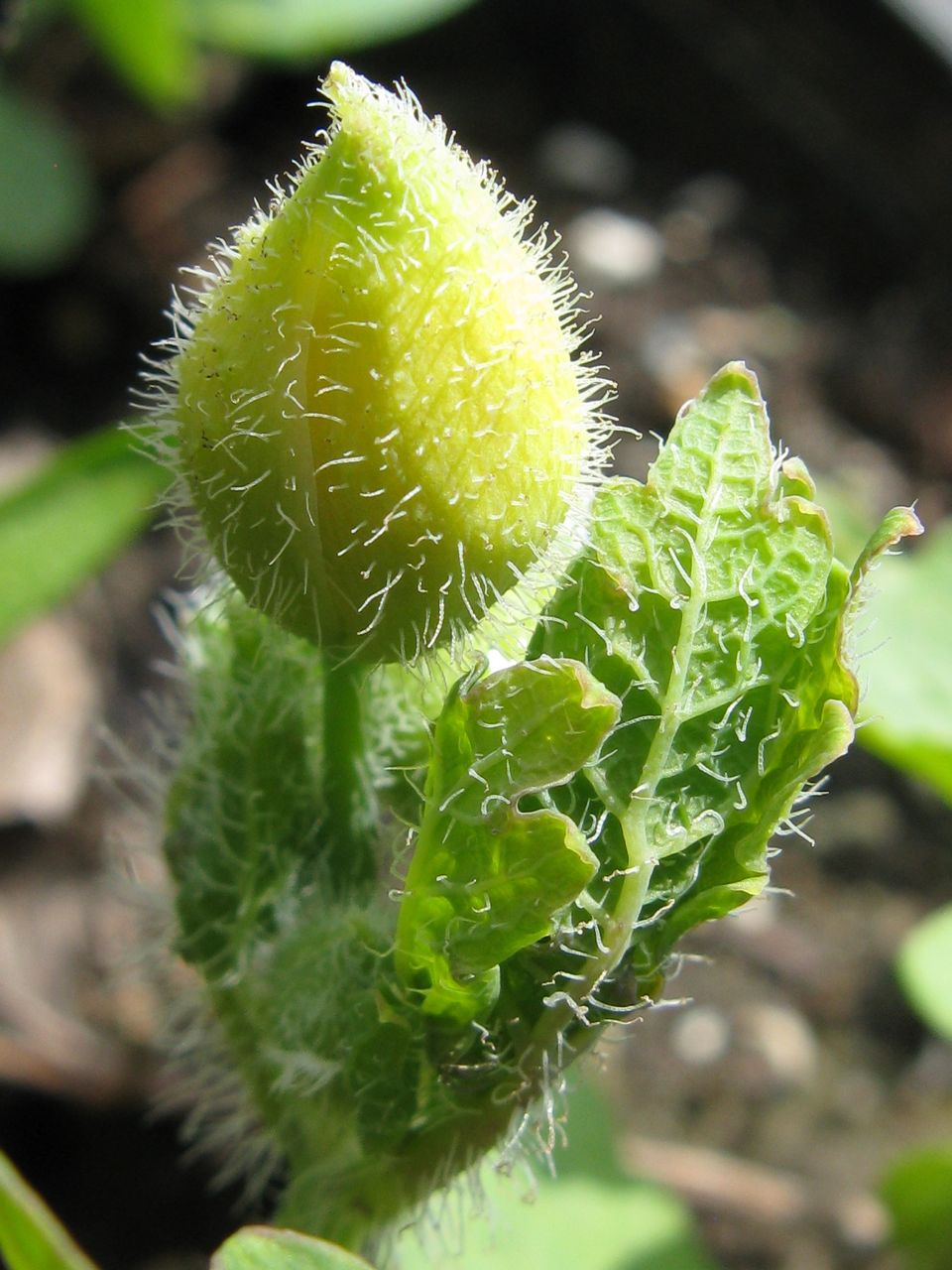
برعم زهرة
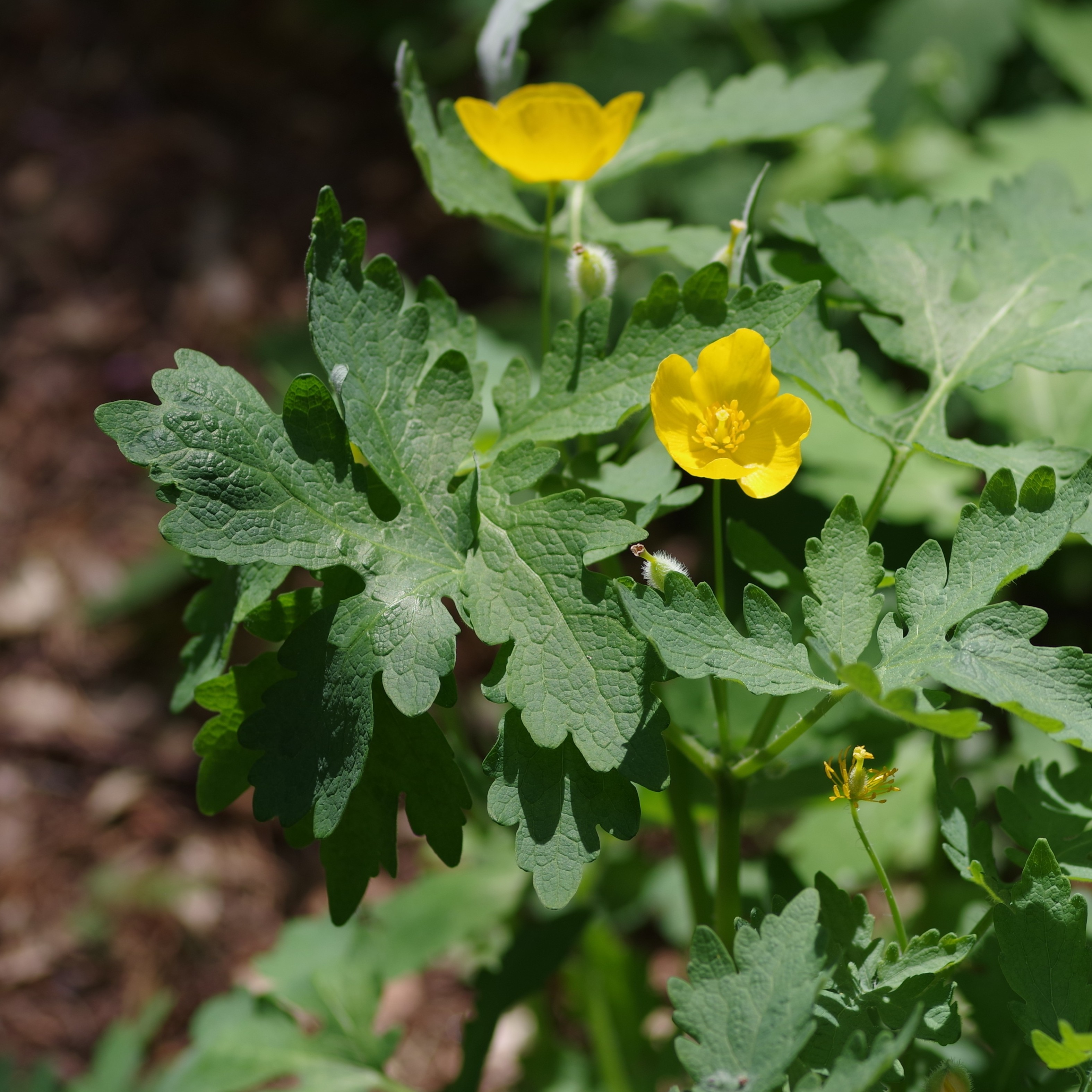
نبتة مزهرة في ولاية كارولينا الشمالية
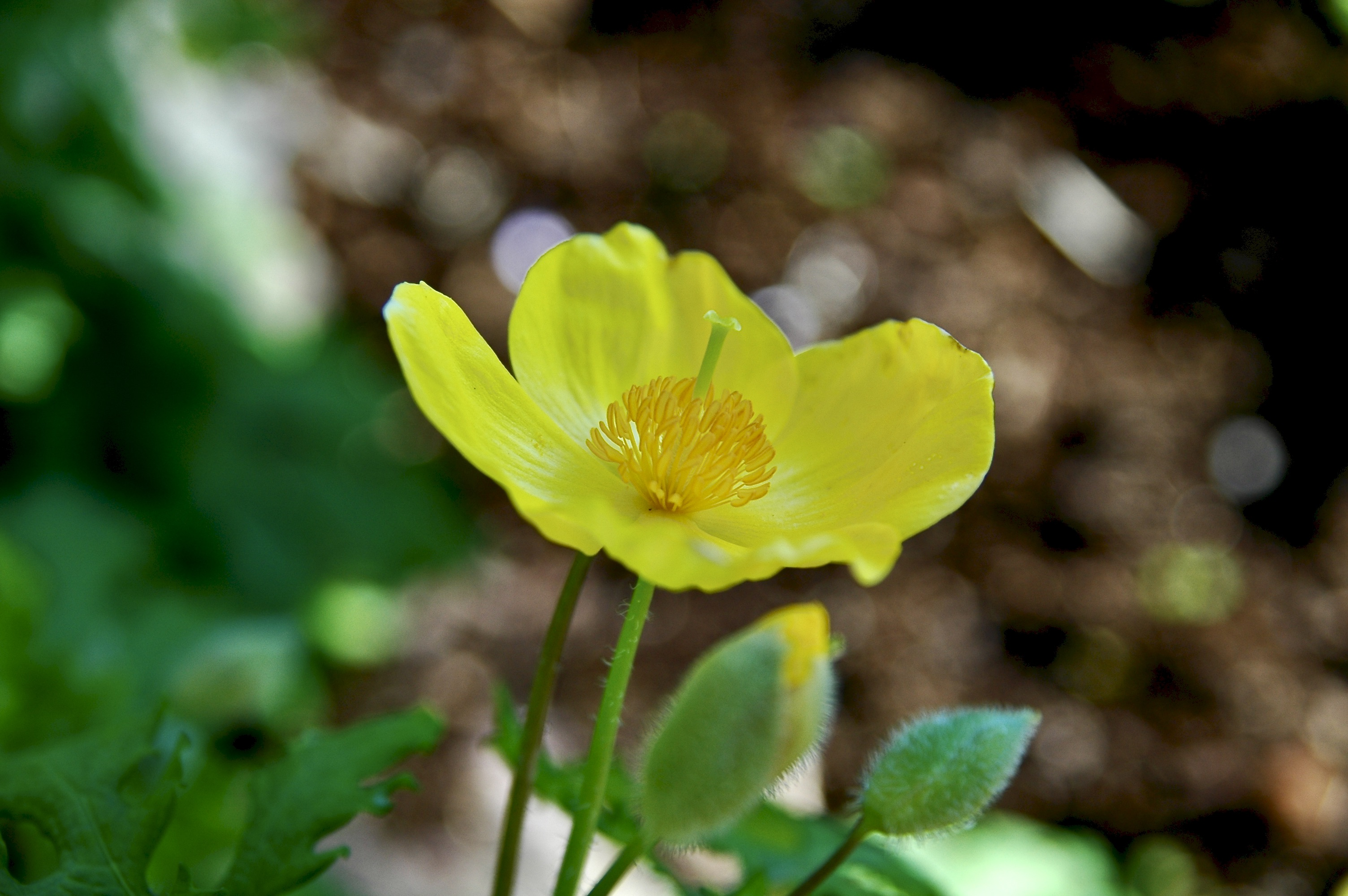
الزهرة وأجزائها التناسلية
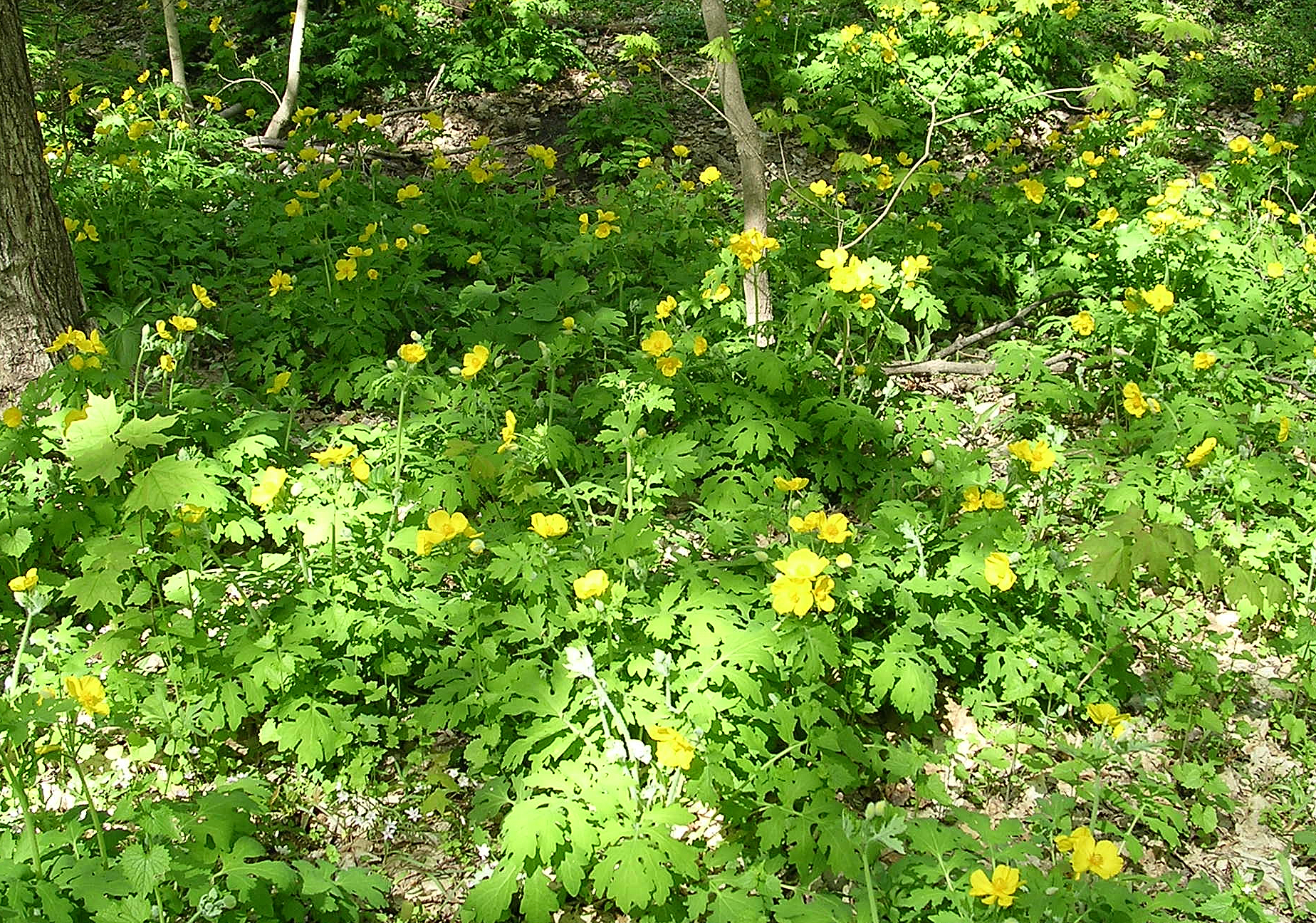
رقعة من النباتات المتفتحة في مشتل مورتون  [لغات أخرى]‏ في إلينوي
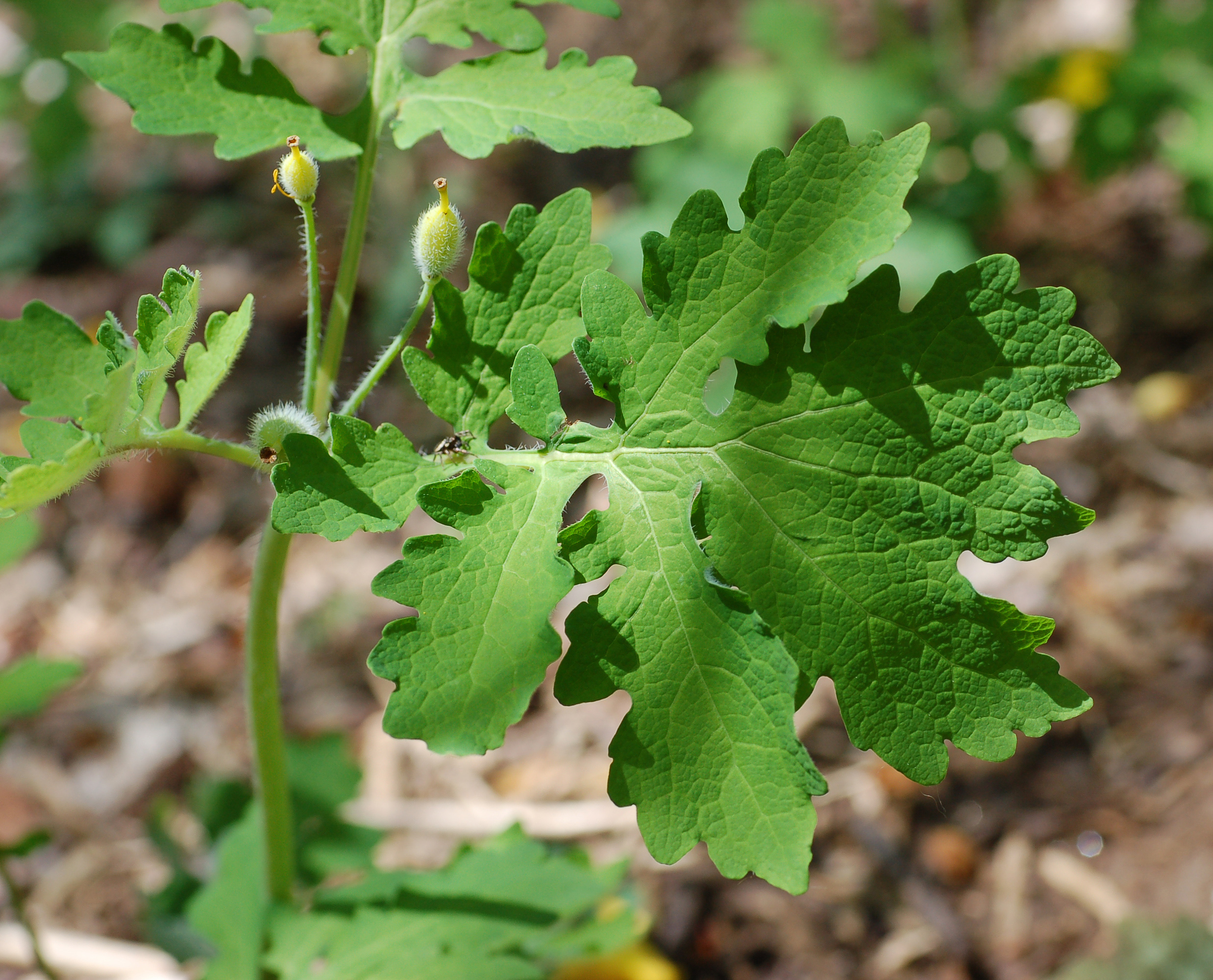
الأوراق والقرون غير الناضجة
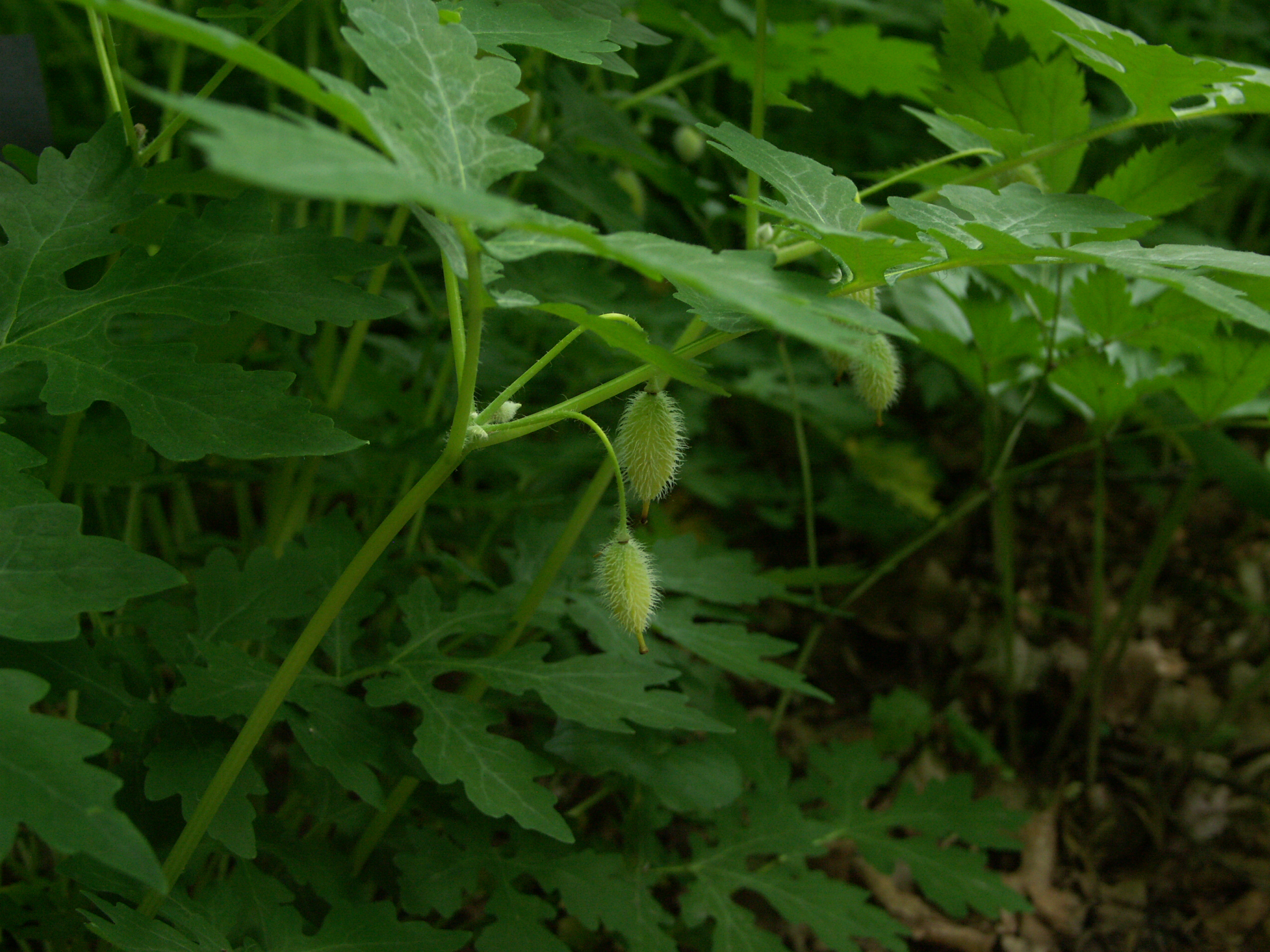
القرون أقرب إلى النضج ، معلقة أسفل الأوراق
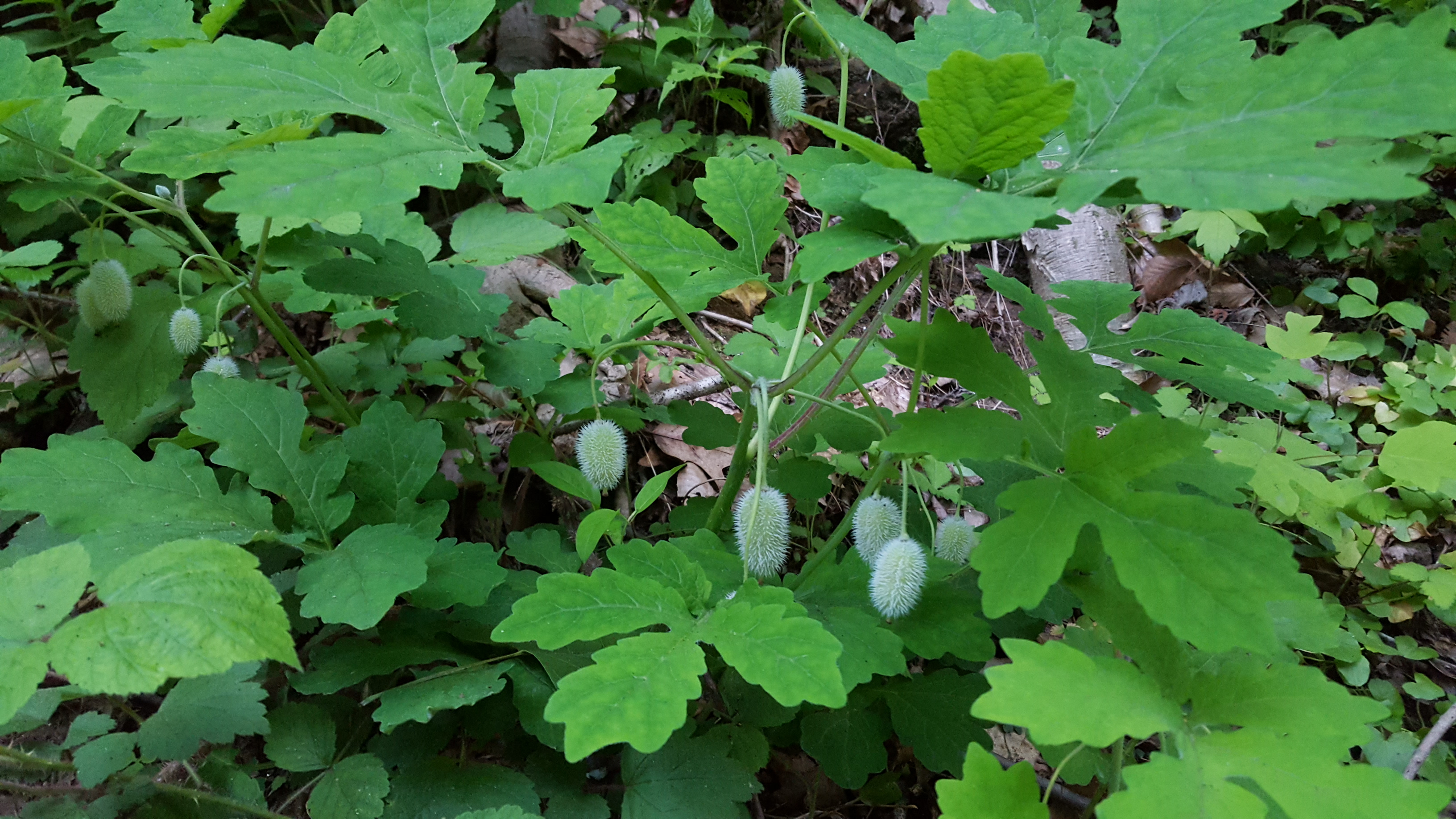
القرون الناضجة في بقعة برية في مدينة إليكوت بولاية ماريلاند
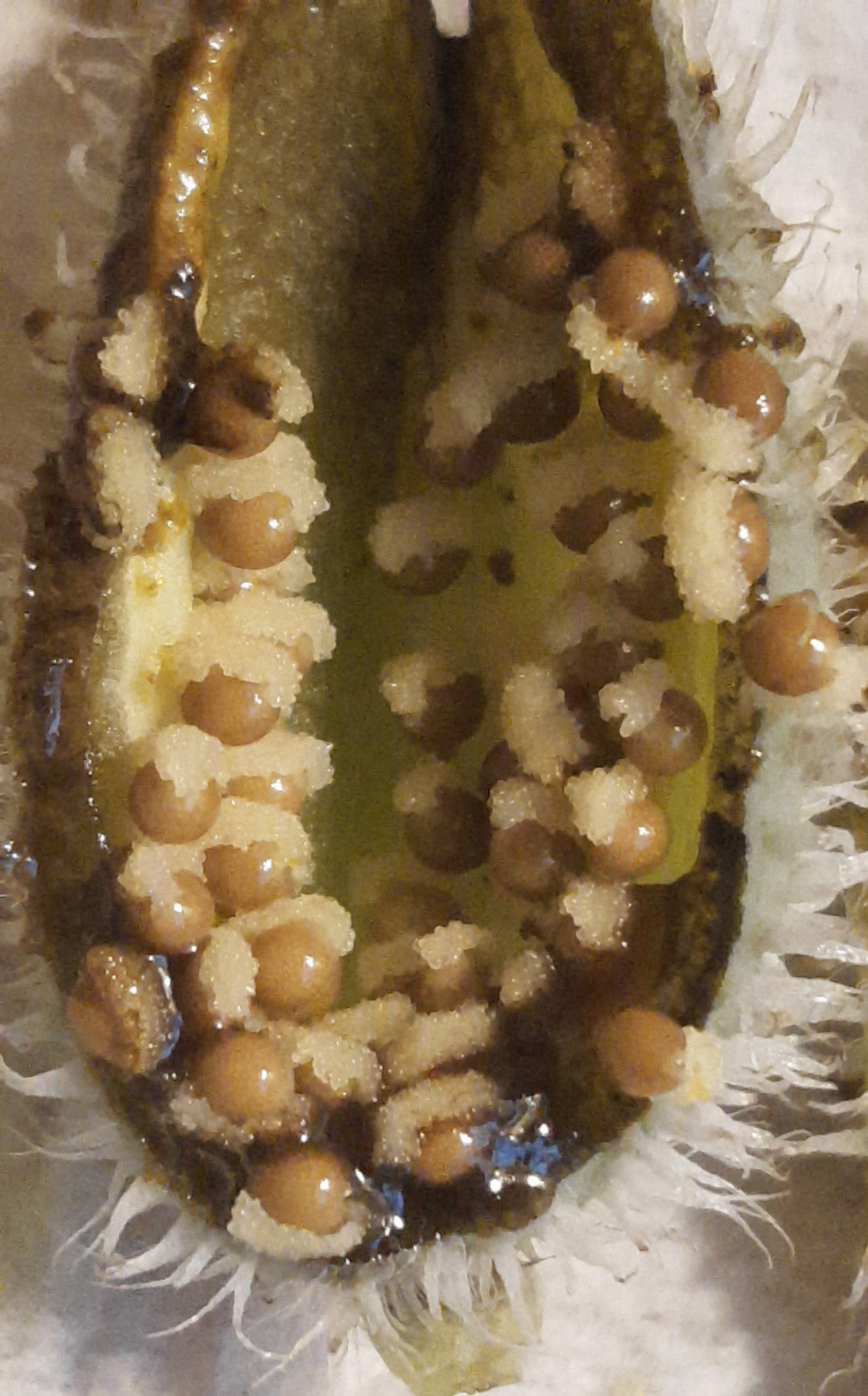
حافظة بذور Stylophorum diphyllum تظهر الإليزومات المرتبطة بالبذور